# Pierre Machiels
Pierre Machiels, dit aussi Pierrot, né le 25 mars 1931 à Saive, section de la commune de Blegny, et mort le 3 mars 2014 dans la même ville, est un coureur cycliste belge, professionnel de 1955 à 1960.

## Biographie
En 1958 et 1959 il court pour l'Équipe cycliste Saint-Raphaël.

## Palmarès
- 1953
  - Liège-Marche-Liège
  - 1re étape du Tour de la province de Namur
- 1954
  - 2e du Grand Prix de la Famenne
- 1955
  - 2e de la Flèche hesbignonne-Niel et Saint-Trond
  - 2e de Bruxelles-Jupille, Indépendant
- 1956
  - Anvers-Liège-Anvers
  - Grand Prix Betekom
  - 2e du Prix de Saint-Lievin-Esse
  - 2e de la Mosselkoers
  - 3e de la Flèche hesbignonne-Cras Avernas
  - 3e de Roubaix-Huy
- 1957
  - 2e du Circuit des régions flamandes
  - 3e de la Flèche halloise
- 1958
  - Grand Prix du Brabant wallon
  - Grand Prix de Fourmies
  - Circuit du Cher
  - 3e du Tour des Flandres B
  - 3e du Prix de Saint-Lievin-Esse
  - 3e de Hoeilaart-Diest-Hoeilaart
- 1959
  - 1re étape secteur a du Tour d'Espagne (CLM par équipe)
  - 13e étape du Tour d'Espagne (CLM par équipe)
  - 2e du Grand Prix de Nice
  - 2e du Tour de Picardie (1953-1965)
  - 2e du Grand Prix des Ardennes
  - 3e du Grand Prix de Saint-Raphaël

## Résultats sur le Tour d'Espagne
1 participation :
- 1959